# Centralny Komitet Narodowy w Warszawie

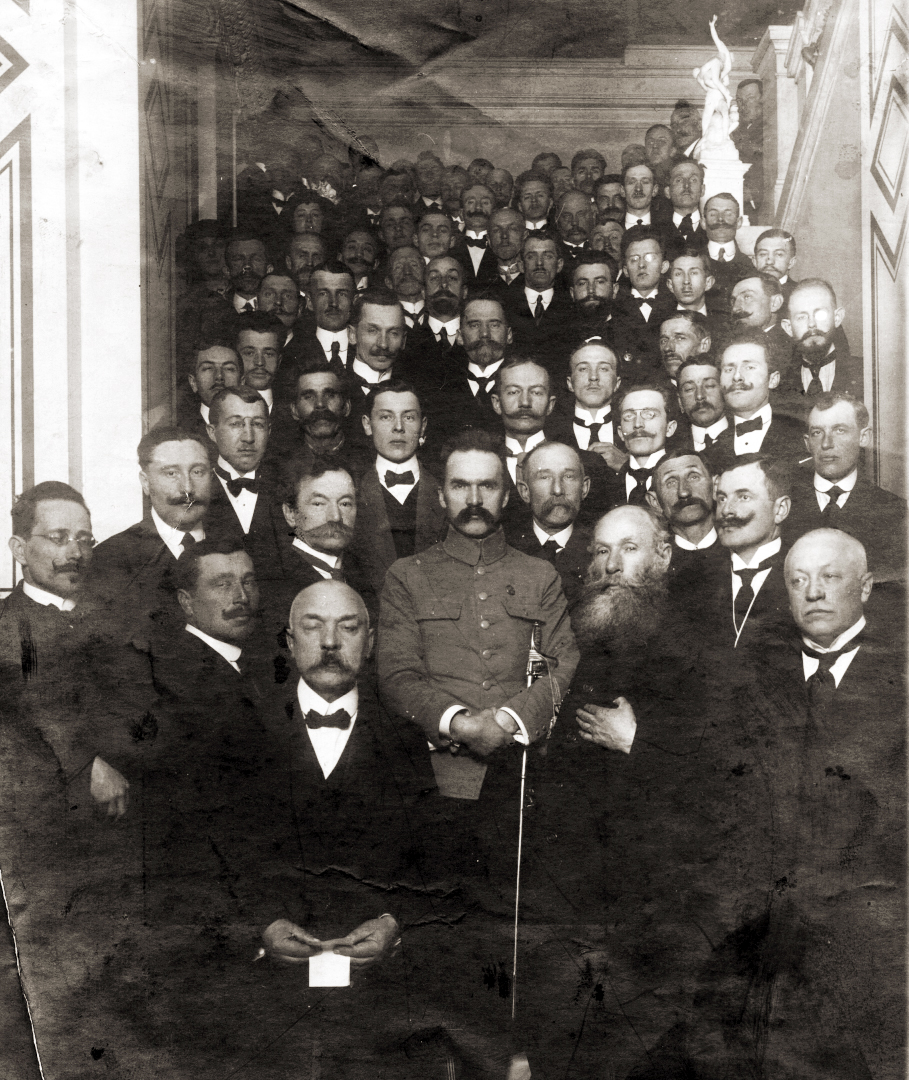
Delegacja Centralnego Komitetu Narodowego u Tymczasowej Rady Stanu w 1917 roku.

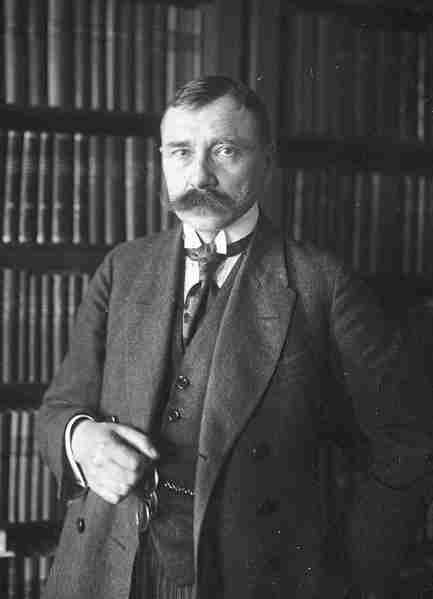
Artur Śliwiński – prezes Centralnego Komitetu Narodowego

Centralny Komitet Narodowy w Warszawie (CKN) – reprezentacja polityczna lewicy niepodległościowej.
Powstał na zjeździe w Warszawie 18 grudnia 1915 z przekształcenia Komitetu Naczelnego Zjednoczonych Stronnictw Niepodległościowych. Nazwę przyjęto w nawiązaniu do tradycji powstania styczniowego. Kontynuując prace rozpoczęte przez KN ZSN działacze CKN zbudowali w skali całego Królestwa organizację, tworzoną przez sieć kół niepodległościowych, gminnych rad narodowych, podwydziałów narodowych których działania koordynowały struktury powiatowe i okręgowe. Całością jego prac kierował Zarząd i podporządkowane mu wydziały: polityczny, organizacyjny, prasowy, skarbowy i szkolny. Do najważniejszych i najbardziej rozbudowanych struktur regionalnych warszawskiego komitetu należał Wydział Narodowy Lubelski i Narodowa Rada Okręgowa Ziemi Kieleckiej. W skład CKN wchodzili działacze Polskiej Partii Socjalistycznej (PPS-Frakcji Rewolucyjnej), Narodowego Związku Robotniczego (NZR), Polskiego Stronnictwa Ludowego w Królestwie Polskim (PSL "Wyzwolenie"),  Związku Niepodległości (Związku Inteligencji Niepodległościowej) i Związku Patriotów (potem Partii Niezawisłości Narodowej), Stronnictwa Narodowo-Radykalnego oraz Ligi Kobiet Pogotowia Wojennego, jednak przywódczą rolę odegrali w nim politycy grupy Piłsudskiego: Artur Śliwiński (prezes,) Medard Downarowicz (sekretarz generalny), Bolesław Czarkowski, Jan Cynarski, Walery Sławek, Gustaw Daniłowski, Tadeusz Szpotański, Eugeniusz Śmiarowski).
Wspólnym dla Centralnego Komitetu Narodowego i tworzących go stronnictw wyróżnikiem była niewątpliwie idea niepodległości. W deklaracji z 18 grudnia 1915 roku pisano, że "w obecnej chwili dziejowej dążymy do zdobycia Niepodległego Państwa Polskiego, za którego podwalinę uważamy uwolnione spod panowania Rosji ziemie dawnego zaboru rosyjskiego"Dla działaczy lewicy niepodległościowej hasło niepodległości, łączyło się nierozerwalnie i nieodłcznie ze stanowiskiem antyrosyjskim. Niepodległa Polska, o jakiej myślano, miała być w dużej mierze nawiązaniem do dawnej, przedrozbiorowej Rzeczypospolitej wielu narodów. Ale również miała być republiką i państwem demokratycznym. Cel ten osiągnąć miano w ramach sformułowanej przez J. Piłsudskiego koncepcji licytacji sprawy polskiej wzwyż. Zakładała ona że dzięki rosnącej w miarę przedłużającej się wojny dla państw centralnych atrakcyjności zasobów ludzkich i materialnych Królestwa Polskiego można będzie uzyskać konkretne postanowienia w sprawie polskiej, co nada jej charakter międzynarodowy. Stąd zgadzano się na sojusz z państwami centralnymi przeciw Rosji, ale pod warunkiem uzyskania znaczących koncesji tzn. utworzenie własnego rządu i armii.
Politycy CKN uważali że proces odzyskania niepodległości będzie podzielony na etapy. W pierwszym z nich dokona się odbudowa państwowości polskiej, ograniczonej do ziem Królestwa Polskiego i sfederowanego z Litwą. Pertraktacje z państwami centralnymi  winna prowadzić przyszła reprezentacja polityczna Królestwa Polskiego o której powstanie stale zabiegał CKN. Płaszczyzną porozumienia między stronnictwami, zdaniem CKN, było uznanie priorytetu odbudowy państwa we działaniach politycznych i społecznych. W praktyce warszawski komitet odrzucał rozwiązanie austro-polskiego sprawy polskiej co wyrażało się w traktowaniu NKN jako reprezentacji zaboru austriackiego i w zwalczaniu działalności jego Departamentu Wojskowego w Kongresówce. Warszawski komitet dążył do budowy państwa polskiego w oparciu o Akt 5 listopada, był głównym inicjatorem utworzenia Rady Narodowej (1916) i miał swoich przedstawicieli w Tymczasowej Radzie Stanu. Po ustąpieniu z jego składu NZR i PPS w lutym 1917 CKN stopniowo utracił swoje znaczenie. Kryzys przysięgowy oraz brak możliwości realizacji programu CKN spowodował jego rozwiązanie w czerwcu 1917 i powstanie Komisji Porozumiewawczej Stronnictw Demokratycznych (KPSD).